# Pierre Paul (écrivain provençal)
Pour les articles homonymes, voir Pierre Paul.
Pierre Paul (Salon, vers 1554 - 1615) est un écrivain provençal de langue d'oc.

## Éléments biographiques et historiques
Pierre Paul est né à Salon-de-Provence en 1554, puis s’installe à Marseille, où il devient fermier des gabelles du port, « capitaine et écuyer de la ville » ; il épouse Gasparde Panet (ou Espanet) en 1576. « Il mourut vers 1615. ».
Il était oncle « d’alliance » du grand écrivain provençal Louis Bellaud et son éditeur posthume, mais Auguste Brun n’a pu établir la parenté entre Bellaud et Paul.
Établi à Marseille, il soutient le régime républicain de Charles de Casaulx qu'il réussit à renier efficacement après sa chute pour se rapprocher du pouvoir royal.

## Œuvres
Il est l'auteur de deux recueils de poèmes provençaux : la Barbouillado (ajoutée en appendice à l'édition de Bellaud) et l'Autounado.

## Sources

### Édition
- Bellaud, Louis - Paul, Pierre. Lous Passa Tens. Marseille : 1595. Recueil de compositions de Louis Bellaud incluant les Barbouillado de Pierre Paul.
- Édition critique d'un texte occitan XVIe, XVIIe siècles, réalisée d'après le manuscrit original no 382 de la bibliothèque Inguimbertine de Carpentras, "L'autounado" de Pierre Paul, 1987, 887 f. (Mémoire de maîtrise de Lettres modernes présenté par Jean-Yves Casanova sous la direction de Philippe Gardy

### Critique
- Christian Anatole et Robert Lafont, Nouvelle histoire de la littérature occitane, Paris, P.U.F., 1970
- Charles Camproux, Histoire de la littérature occitane, Paris, Payot, 1953
- Jean-Baptiste Noulet, Essai sur l'Histoire des Patois du Midi de la France aux XVIe et XVIIe siècles, Barcelone, Planeta, 1975